# Prosotas dilata
Prosotas dilata är en fjärilsart som beskrevs av Evans 1932. Prosotas dilata ingår i släktet Prosotas och familjen juvelvingar. Inga underarter finns listade i Catalogue of Life.